# Louis-Edouard-François-Desiré Pie
Louis-Edouard-François-Desiré Pie, francoski rimskokatoliški duhovnik, škof in kardinal, * 26. september 1815, Pontgouin, † 18. maj 1880.

## Življenjepis
25. maja 1839 je prejel duhovniško posvečenje.
23. maja 1849 je bil imenovan za škofa Poitiersa; potrjen je bil 28. septembra in 25. novembra istega leta je prejel škofovsko posvečenje.
12. maja 1879 je bil povzdignjen v kardinala in imenovan za kardinal-duhovnika Santa Maria della Vittoria.